# 吉武東里
吉武 東里（よしたけ とうり、1886年2月6日 - 1945年4月30日）は、日本の建築家。大熊喜邦とともに国会議事堂の実質的デザイナーとされる。
大分県東国東郡国東町（現・国東市）出身。

## 経歴
大分の士族の家に生まれる。京都高等工芸学校（現京都工芸繊維大学）で武田五一に建築を学び、1907年卒業。1910年、宮内省内匠寮技手に就任。
1918年（大正7年）、議院建築（国会議事堂）の公開設計競技（議院建築意匠設計懸賞募集）に際して、宮内省内匠寮職員の有志が数案を作成した。デザインに巧みな吉武はその中心だったと言われる。このうち、渡辺福三の名で出した案が1等、永山美樹の名で出した案が3等1席に当選した。
1919年、吉武は大蔵省臨時議院建築局技師に抜擢され、矢橋賢吉・大熊喜邦のもとで国会議事堂の設計・建設に携わった（なお、渡辺福三は1920年3月19日に逝去した)。
以後は大蔵省臨時営繕局技師や営繕管財局技師などを歴任、大蔵省営繕で多くの建設事業に関わった。横浜税関も吉武の担当である。1937年（昭和12年）、営繕管財局技師を辞任。
議院建築コンペ以外では、聖徳記念絵画館葬場殿趾記念建造物競技設計で四等四席、明治五十年大博覧会敷地内配置懸賞計画で一等当選。 
建築計画の研究で知られる吉武泰水は次男にあたる。